# Ramiro II van León
Ramiro II van León bijgenaamd de Grote (circa 900 - León, 1 januari 951) was van 931 tot aan zijn dood koning van León. 

## Erfopvolging
Ramiro II was de zoon van koning Ordoño II van León en diens echtgenote Elvira Menéndez, dochter van de Galicische edelman Hermegildo Gutiérrez. 
Zijn grootvader, koning Alfons III van Asturië, werd kort voor zijn overlijden in 910 door zijn zoons gedwongen om te abdiceren. Daarna kende het koninkrijk Asturië verschillende successiecrises binnen de koninklijke familie en hun aanhangers bestaande uit verschillende regionale aristocraten. Aanvankelijk werd het koninkrijk verdeeld: Ramiro's vader Ordoño II kreeg het koninkrijk Galicië, García I kreeg het koninkrijk León en Fruela II de overige delen van Asturië.
Na de overlijdens van García I in 914 en van Ordoño II in 924, herenigde Fruela II het vroegere koninkrijk Asturië, vanaf dan León genaamd. De dood van Fruela in 925 veroorzaakte een successiecrisis en daaropvolgende verdeling. Een jongere broer van Fruela, Ramiro, scheen hertrouwd te zijn met de weduwe van Fruela en de koninklijke titel aangenomen hebben, maar werd daarin niet gesteund. Het was de volgende generatie die nu op het voorplan kwam. 
De oudste zoon van Fruela, Alfons Froilaz, werd als de nieuwe koning van León gekroond, maar hij bleek onbekwaam om de macht over zijn gehele koninkrijk te behouden en hij werd door Ramiro en zijn twee broers, die gesteund werden vanuit het koninkrijk Navarra, verdreven. De drie broers gingen vervolgens over tot een verdeling van het koninkrijk León: Sancho I Ordóñez kreeg Galicië, Alfons IV kwam in het bezit van León en Ramiro kreeg de nieuwe gebieden in het zuiden die als onderdeel van de Reconquista veroverd waren.
Na het overlijden van Sancho werd het koninkrijk Galicië geannexeerd door Alfons IV. Kort daarna zette Ramiro Alfons IV af, waarna hij Alfons en de drie zonen van zijn oom Fruela II de ogen liet uitsteken zodat zij incapabel waren om te regeren.

## Regering
Ramiro was een excellente militaire commandant en wist zijn territoria opmerkelijk uit te breiden richting zuiden en door het grensgebied te herbevolken en er nederzettingen op te richten. Ook leidde hij een coalitie van Leónese en Navarrese troepen dat bij de Slag bij Samancas in 939 de Moren versloeg. Deze overwinning zorgde ervoor dat de grens van het koninkrijk León opschoof van de Douro tot de Tormes.
De laatste jaren van zijn regering verloor Ramiro de steun van koning García I van Navarra, die toen graaf Ferdinand González van Castilië steunde om korte tijd feitelijk onafhankelijkheid te verwerven. In 950 lanceerde hij een militaire expeditie in de vallei van Edge en versloeg hij troepen uit het kalifaat Córdoba bij Talavera.
Ramiro II stierf op nieuwjaar 951, waarna hij werd bijgezet in de San Isidorobasiliek van León.

## Huwelijken en nakomelingen
Eerst huwde hij met zijn nicht Adosina Gutiérrez, dochter van de Galicische edelman Gutier Osóriz en Ildonzia Menéndez, zus van Ramiro's moeder Elvira. Ze kregen drie kinderen:
- Bermudo (overleden in 941)
- Ordoño III (926-956), koning van León (951-956)
- Theresa, huwde in 943 met koning García I van Navarra

Zijn tweede echtgenote was Urraca (overleden in 956), dochter van koning Sancho I van Navarra. Ze kregen twee kinderen:
- Sancho I (932-966), koning van León (956-966)
- Elvira Ramírez (935-986), regentes van León

## Voorouders
| Voorouders van Ramiro II van León (900-951) | Voorouders van Ramiro II van León (900-951)                      | Voorouders van Ramiro II van León (900-951)                      | Voorouders van Ramiro II van León (900-951)                      | Voorouders van Ramiro II van León (900-951)                      | Voorouders van Ramiro II van León (900-951)              | Voorouders van Ramiro II van León (900-951)              | Voorouders van Ramiro II van León (900-951)              | Voorouders van Ramiro II van León (900-951)              |
| ------------------------------------------- | ---------------------------------------------------------------- | ---------------------------------------------------------------- | ---------------------------------------------------------------- | ---------------------------------------------------------------- | -------------------------------------------------------- | -------------------------------------------------------- | -------------------------------------------------------- | -------------------------------------------------------- |
| Overgrootouders                             | Ordoño I van Asturië (830-866) ∞ Munia (-)                       | Ordoño I van Asturië (830-866) ∞ Munia (-)                       | García Íñiguez (-870) ∞ Urraca Giménez (-)                       | García Íñiguez (-870) ∞ Urraca Giménez (-)                       | Gutierre (-) ∞ Elvira (-)                                | Gutierre (-) ∞ Elvira (-)                                | Gatón del Bierzo (853-878) ∞ Egilona (-)                 | Gatón del Bierzo (853-878) ∞ Egilona (-)                 |
| Grootouders                                 | Alfons III van Asturië (848-910) ∞ Jimena van Navarra (949-1012) | Alfons III van Asturië (848-910) ∞ Jimena van Navarra (949-1012) | Alfons III van Asturië (848-910) ∞ Jimena van Navarra (949-1012) | Alfons III van Asturië (848-910) ∞ Jimena van Navarra (949-1012) | Hermenegildo Gutiérrez (850-912) ∞ Ermesenda Gatónez (-) | Hermenegildo Gutiérrez (850-912) ∞ Ermesenda Gatónez (-) | Hermenegildo Gutiérrez (850-912) ∞ Ermesenda Gatónez (-) | Hermenegildo Gutiérrez (850-912) ∞ Ermesenda Gatónez (-) |
| Ouders                                      | Ordoño II van León (973-924) ∞ Elvira Menéndez (-)               | Ordoño II van León (973-924) ∞ Elvira Menéndez (-)               | Ordoño II van León (973-924) ∞ Elvira Menéndez (-)               | Ordoño II van León (973-924) ∞ Elvira Menéndez (-)               | Ordoño II van León (973-924) ∞ Elvira Menéndez (-)       | Ordoño II van León (973-924) ∞ Elvira Menéndez (-)       | Ordoño II van León (973-924) ∞ Elvira Menéndez (-)       | Ordoño II van León (973-924) ∞ Elvira Menéndez (-)       |